# Kepa Arrizabalaga
Kepa Arrizabalaga Revuelta (Ondarroa, 3 oktober 1994) is een Spaans profvoetballer die als doelman speelt. Hij tekende in juli 2025 bij Arsenal, dat hem overnam van Chelsea. Dat kocht hem in augustus 2018 nog voor circa 80 miljoen euro van Athletic Bilbao, waarmee hij op dat moment de duurste doelman aller tijden was. Arrizabalaga debuteerde in 2017 in het Spaans voetbalelftal.

## Clubcarrière

### Athletic Bilbao
Arrizabalaga komt uit de jeugdopleiding van Athletic Bilbao. Dat verhuurde hem in januari 2012 voor twaalf maanden aan CD Baskonia en in januari 2015 voor zes maanden aan SD Ponferradina. Hij debuteerde op 11 januari 2015 in de Segunda División, tegen Racing Santander. Hij kwam tot een totaal van twintig competitiewedstrijden voor Ponferradina. Bilboa verhuurde Arrizabalaga in het seizoen 2015/16 aan Real Valladolid. Daar speelde hij 40 wedstrijden en hield hij twaalf keer 'de nul'.
Arrizabalaga had in het seizoen 2016/17 last van blessures. Alle wedstrijden die hij speelde dat seizoen, speelde hij in de Primera División. Daarin werd hij met Athletic Bilbao zevende. Hij debuteerde op 11 september 2016 in die competitie, tegen Deportivo La Coruña. In die wedstrijd kreeg hij geen doelpunt tegen. In het seizoen 2017/18 speelde Arrizabalaga 31 wedstrijden, waarin hij 44 tegendoelpunten kreeg. De Baskische club eindigde op de zestiende plaats.

### Chelsea
Arrizabalaga tekende op 8 augustus 2018 een zevenjarig contract bij Chelsea, dat tachtig miljoen euro aan Athletic Bilbao betaalde. Daarmee verbrak hij het record van Alisson Becker als duurste doelman aller tijden. Zijn officiële debuut voor de Engelse club maakte hij op 11 augustus, tijdens een wedstrijd in de Premier League tegen Huddersfield Town. Hij gaf dat kleur met een clean sheet. Zijn Europese debuut maakte Arrizabalaga in een Europa League-wedstrijd tegen PAOK Saloniki. Ook in deze wedstrijd kreeg hij geen doelpunt tegen. In zijn eerste seizoen bij Chelsea bereikte hij de finale van de League Cup. Hierin speelden 'The Blues' op 24 februari tegen Manchester City. In deze wedstrijd kwam Arrizabalaga in opspraak nadat hij weigerde gewisseld te worden voor Willy Caballero en op het veld bleef staan. Hij won dat jaar de Europa League met de Engelse club. Hij hield dat toernooi in dertien wedstrijden zeven keer zijn doel schoon.
Arrizabalaga was twee jaar eerste doelman bij Chelsea. De Engelse club kocht in september 2020 echter Édouard Mendy van Stade Rennais als nieuwe doelman. Arrizabalaga moest het daarop twee seizoenen doen met een rol als reservedoelman. Hij in die tijd mocht wel keepen in de nationale bekertoernooien. Hij bereikte zo in 2020/21 de finale van de FA Cup met Chelsea. Daarin was Leicester City te sterk (0–1). Arrizabalaga heroverde in seizoen 2022/23 zijn plaats als eerste doelman bij Chelsea. De Engelse club en hij beleefden dat seizoen een teleurstellend jaar. Beide nationale bekertoernooien eindigden in de derde ronde en in de Premier League eindigde Chelsea op de twaalfde plek, de laagste positie sinds 1993/94. Chelsea kocht op 5 augustus 2023 keeper Robert Sánchez van Brighton & Hove Albion. Arrizabalaga mocht daarop uitzien naar een nieuwe club. 

### Real Madrid
Hij vertrok op 14 augustus 2023 voor een jaar op huurbasis naar Real Madrid. Hier werd hij de tijdelijke vervanger van eerste doelman Thibaut Courtois, die een paar dagen eerder een gescheurde kruisband opliep. Hij speelde twintig wedstrijden voor Real Madrid.

### AFC Bournemouth
In de zomer van 2024 werd Arrizabalaga door Chelsea opnieuw verhuurd, ditmaal aan AFC Bournemouth. Daar werd hij de opvolger van Neto, die op zijn beurt de overstap maakte naar Arsenal. 

## Clubstatistieken
| Seizoen         | Club              | Competitie       | Competitie | Competitie | Beker | Beker | Internationaal | Internationaal | Totaal | Totaal |
| Seizoen         | Club              | Competitie       | Wed.       | Dlp.       | Wed.  | Dlp.  | Wed.           | Dlp.           | Wed.   | Dlp.   |
| --------------- | ----------------- | ---------------- | ---------- | ---------- | ----- | ----- | -------------- | -------------- | ------ | ------ |
| 2014/15         | → SD Ponferradina | Segunda División | 20         | 0          | 0     | 0     | —              | —              | 20     | 0      |
| 2015/16         | → Real Valladolid | Segunda División | 39         | 0          | 1     | 0     | —              | —              | 40     | 0      |
| 2016/17         | Athletic Bilbao   | Primera División | 23         | 0          | 0     | 0     | —              | —              | 23     | 0      |
| 2017/18         | Athletic Bilbao   | Primera División | 30         | 0          | 1     | 0     | —              | —              | 31     | 0      |
| 2018/19         | Chelsea           | Premier League   | 36         | 0          | 5     | 0     | 13             | 0              | 54     | 0      |
| 2019/20         | Chelsea           | Premier League   | 33         | 0          | 1     | 0     | 7              | 0              | 41     | 0      |
| 2020/21         | Chelsea           | Premier League   | 7          | 0          | 6     | 0     | 1              | 0              | 14     | 0      |
| 2021/22         | Chelsea           | Premier League   | 4          | 0          | 8     | 0     | 3              | 0              | 15     | 0      |
| 2022/23         | Chelsea           | Premier League   | 29         | 0          | 1     | 0     | 9              | 0              | 39     | 0      |
| 2023/24         | → Real Madrid     | Primera División | 14         | 0          | 2     | 0     | 4              | 0              | 20     | 0      |
| 2024/25         | → AFC Bournemouth | Premier League   | 12         | 0          | 0     | 0     | —              | —              | 12     | 0      |
| Carrière totaal | Carrière totaal   | Carrière totaal  | 247        | 0          | 25    | 0     | 37             | 0              | 309    | 0      |

Bijgewerkt t/m 24 augustus 2024.

## Interlandcarrière
Arrizabalaga speelde voor meerdere Spaanse nationale jeugdelftallen. In 2012 won hij met Spanje –19 het Europees kampioenschap in Estland. Op 5 februari 2013 debuteerde hij voor Spanje –21, in een wedstrijd tegen België –21 (1-1). Arrizabalaga debuteerde voor het Spaanse elftal op 11 november 2017 tegen Costa Rica. Hij hoefde in die wedstrijd de bal niet een keer uit het net te halen. Hij maakte deel uit van de Spaanse selectie, die onder leiding van interim-bondscoach Fernando Hierro deelnam aan de WK 2018 in Rusland. In de achtste finales trokken de Zuid-Europeanen aan het kortste eind in een strafschoppenreeks tegen Rusland. Arrizabalaga kwam niet in actie tijdens het toernooi.

## Erelijst
| Competitie            | Aantal  | Jaren   |
| Chelsea               | Chelsea | Chelsea |
| --------------------- | ------- | ------- |
| UEFA Champions League | 1x      | 2020/21 |
| UEFA Europa League    | 1x      | 2018/19 |
| UEFA Super Cup        | 1x      | 2021    |
| FIFA Club World Cup   | 1x      | 2021    |
| Spanje –19            |         |         |
| UEFA EK onder 19      | 1x      | 2012    |
| Spanje                |         |         |
| UEFA Nations League   | 1x      | 2022/23 |